# NGC 1613
NGC 1613 je galaksija u zviježđu Eridanu.

## Vanjske poveznice
- SEDS: NGC 1613